# 5. фебруар
5. фебруар је тридесет шести дан у години у Грегоријанском календару. 329 дана (330 у преступним годинама) остаје у години после овог дана.

## Догађаји
- 1573 — Битка код Кршког (1573)
- 1576 — Краљ Наваре Анри одбацио калвинизам и прешао у католицизам како би као Анри IV преузео престо Француске.
- 1596 — Јапански шогун Тојотоми Хидејоши је наредио да се погуби 26 католичких мисионара и преобраћеника.
- 1792 — Британци заузели пола територије индијске државе Мисор, након што су поразили војску султана Типу Сахиба.
- 1814 — У Бечу објављена „Мала простонародна славеносербска песмарица“ Вука Караџића, која је означила почетак упознавања Европе са српском народном поезијом.
- 1818 — Бивши Наполеонов маршал Жан Батист Бернадот постаје краљ Шведске и Норвешке као Карл XIV Јохан (1818—1844) и оснива династија династију Бернадот која влада Шведском до данас.
- 1859 — У граду Фокшани, Скупштина народних представника донела је одлуку о уједињењу румунских кнежевина Влашке и Молдавије, чиме су постављени темељи румунске државе.
- 1885 — Белгијски краљ Леополд II прогласио афрички Конго за лични посед под називом "Слободна Држава Конго".
- 1887 — У Миланској скали први пут изведена Вердијева опера Отело.
- 1917 — Усвајањем новог устава, Мексико постао федеративна република од 28 савезних држава. Проглашена је аграрна реформа и црква је одвојена од државе.
- 1958 — Амерички бомбардер је одбацио нуклеарну бомбу у море код острва Тајби након судара са другим авионом током вежбе.
- 1971 — У Белфасту, током немира, убијен британски војник, први од доласка британских трупа у Северну Ирску 1969.
- 1983 — У експлозији бомбе у просторијама Палестинске ослободилачке организације у Бејруту погинуле су 22 особе.
- 1983 — У Лиону, после изручења из Боливије, ухапшен ратни злочинац Клаус Барби, један од шефова Гестапоа у окупираној Француској у Другом светском рату. Барби, назван „џелатом из Лиона“ скривао се у Боливији 32 године.
- 1988 — Врховни суд СССР укинуо пресуду којом су у марту 1938. у време Стаљинових "чистки", осуђени и потом убијени Николај Бухарин, Алексеј Риков и низ других високих совјетских партијских и државних руководилаца. Они су потом посмртно рехабилитовани.
- 1994 — Током босанског рата на сарајевској пијаци Маркале у центру града од гранате је погинуло 68, а рањено 200 људи. Челници НАТО дали су ултиматум босанским Србима, под претњом бомбардовања њихових положаја, да у року од десет дана повуку тешко наоружање на 20 km од центра Сарајева, а од армије БиХ затражено је да своје тешко наоружање у граду стави под контролу мировних снага.
- 1996 — Власти у Сарајеву ухапсиле су и касније предале Међународном суду за ратне злочине у Хагу српске официре Ђорђа Ђукића и Алексу Крсмановића, што је изазвало озбиљну политичку кризу у тек успостављеним контактима два босанска ентитета. Генерал Ђукић је умро у затвору а пуковник Крсмановић је ослобођен оптужбе.
- 1997 —
  - Три највеће швајцарске банке основале су, под снажним међународним притиском, фонд од сто милиона швајцарских франака за жртве холокауста. Притисак је уследио након открића да су швајцарске банке сарађивале с немачким нацистима у Другом светском рату у скривању новца и драгоцености од заточених и убијених Јевреја.
  - У акцијама београдске полиције против мирних протеста грађана, због фалсификовања изборних резултата, између 2. и 5. фебруара, ухапшено је око 100, а повређено више од 300 демонстраната. Свакодневне демонстрације су настављене.
- 2001 — У Њујорку почело суђење четворици оптужених за постављање и активирање бомби 1998. у две америчке амбасаде у Африци, када је живот изгубило 224 особе.
- 2002 — Белгијски министар иностраних послова Луис Мишел, упутио извињење због улоге његове земље 1961. у атентату на тадашњег конгоанског лидера Патриса Лумумбе. Он је понудио помоћ од 3,25 милиона долара Фонду „Патрис Лумумба“ за промоцију демократије у тој земљи.
- 2003 — Северна Кореја је саопштила да је поново покренула нуклеарни реактор у Јонгбјону. Она је у децембру 2002. најавила низ акција којима ће реактивирати своје нуклеарне програме, упркос чињеници да је две године раније (1994) потписала споразум о њиховој суспензији.
- 2004 — У експлозији у московском метроу повређено је најмање 224 особа.
- 2006 —
  - Иран одлучио да забрани приступ својим нуклеарним постројењима тимовима ИАА.
  - Репрезентација Француске је нови европски првак у рукомету.

## Рођења
- 1808 — Карл Шпицвег, немачки сликар, цртач и илустратор. (прем. 1885)[1]
- 1840 — Џон Бојд Данлоп, шкотски проналазач. (прем. 1921)[2]
- 1848 — Жорж-Шарл Исманс, француски романописац. (прем. 1907)[3]
- 1878 — Андре Ситроен, француски инжењер холандског порекла. (прем. 1935)[4]
- 1884 — Вељко Петровић, књижевник и историчар уметности, председник Матице српске и Српске књижевне задруге, директор Народног музеја у Београду, академик. (прем. 1967)[5]
- 1894 — Ксенија Атанасијевић, филозоф, је била прва жена доцент и прва жена која је докторирала на Београдском универзитету 1922. године. (прем. 1981)[6]
- 1906 — Џон Карадин, амерички глумац. (прем. 1988)
- 1912 — Јосип Палада, југословенски и хрватски тенисер. (прем. 1994)[7]
- 1914 — Алан Хоџкин, британски физиолог и биофизичар. (прем. 1998)[8]
- 1915 — Роберт Хофстатер, амерички физичар. (прем. 1990)[9]
- 1919 — Андреас Папандреу, грчки државник и економиста. (прем. 1996)[10]
- 1925 — Зузана Халупова, српска сликарка наиве словачког порекла. (прем. 2001)[11][12]
- 1929 — Фред Синовац, аустријски политичар. (прем. 2008)[13]
- 1932 — Ћезаре Малдини, италијански фудбалски тренер и фудбалер. (прем. 2016)[14]
- 1933 — Милош Милутиновић, бивши југословенски репрезентативац у фудбалу. (прем. 2003)[15][16][17]
- 1943 — Нолан Бушнел, амерички инжењер.[18]
- 1943 — Мајкл Мен, амерички редитељ, сценариста и продуцент.
- 1946 — Шарлот Ремплинг, енглеска глумица.[19]
- 1948 — Свен Горан Ериксон, шведски фудбалски тренер. (прем. 2024)[20]
- 1948 — Барбара Херши, америчка глумица.[21]
- 1948 — Том Вилкинсон, британски глумац. (прем. 2023)[22][23]
- 1962 — Џенифер Џејсон Ли, америчка глумица.[24]
- 1963 — Горан Јурић, хрватски фудбалер.[25]
- 1964 — Лора Лини, америчка глумица.[26]
- 1965 — Кике Санчез Флорес, шпански фудбалер и фудбалски тренер.[27][28][29]
- 1965 — Георге Хађи, румунски фудбалер.[30]
- 1966 — Рок Петрович, југословенско-словеначки скијаш. (прем. 1993)[31]
- 1969 — Мајкл Шин, британски глумац.[32]
- 1972 — Мери, крунска принцеза од Данске.[33]
- 1973 — Трајнтје Остерхојс, холандска певачица.[34][35]
- 1975 — Ђовани ван Бронкхорст, холандски фудбалер.[36][37]
- 1976 — Тони Џа, тајландски глумац.[38]
- 1979 — Мирко Хрговић, хрватски фудбалер.[39]
- 1979 — Али ел Абдали, саудијски фудбалер.[40]
- 1980 — Петар Карађорђевић (син Александра II), српски принц.[41]
- 1982 — Славиша Павловић, српски писац и песник.[42]
- 1982 — Родриго Паласио, аргентински фудбалер.[43]
- 1984 — Карлос Тевез, аргентински фудбалер.[44]
- 1985 — Кристијано Роналдо, португалски фудбалер.[45]
- 1986 — Ведран Ћорлука, хрватски фудбалер.[46][47]
- 1986 — Секопе Кепу, аустралски рагбиста.[48]
- 1987 — Хана Селимовић, српска глумица.[49]
- 1987 — Линус Омарк, шведски хокејаш на леду.[50]
- 1987 — Кертис Џерелс, амерички кошаркаш.[51][52]
- 1991 — Теренс Рос, амерички кошаркаш.[53]
- 1992 — Нејмар, бразилски фудбалер.[54]
- 1992 — Стефан де Врај, холандски фудбалер.[55]
- 1995 — Аднан Јанузај, белгијски фудбалер[56]
- 1999 — Алегра Пољак, српска фудбалерка.[57]
- 2007 — Борис Маринковић, српски фудбалер.

## Смрти
- 1679 — Јост фан ден Фундел, холандски писац. (рођ. 1587)[58]
- 1766 — Леополд Јозеф Даун, аустријски фелдмаршал. (рођ. 1705)[59]
- 1807 — Пасквале Паоли, корзикански патриота и политичар. (рођ. 1725)[60]
- 1818 — Карл XIII Шведски, краљ Шведске. (рођ. 1748)[61]
- 1881 — Томас Карлајл, шкотски историчар, филозоф и есејист. (рођ. 1795)[62]
- 1893 — Тоша Јовановић, српски глумац. (рођ. 1845)[63]
- 1922 — Кристијан де Вет, бурски генерал и политичар. (рођ. 1854)
- 1922 — Едуард Славољуб Пенкала, хрватски инжењер и проналазач. (рођ. 1871)[64]
- 1937 — Лу Андреас-Саломе, немачка филозофкиња руског порекла. (рођ. 1861)[65]
- 1941 — Јован Грчић (професор), био српски књижевник, књижевни, позоришни и музички критичар, преводилац и професор. (рођ. 1855)[66]
- 1946 — Џорџ Арлис, енглески глумац, писац и режисер. (рођ. 1868)[67]
- 1948 — Јоханес Бласковиц, немачки војни командант. (рођ. 1883)[68]
- 1969 — Телма Ритер, америчка глумица. (рођ. 1902)[69]
- 1972 — Меријен Мур, америчка песникиња и књижевна критичарка. (рођ. 1887)[70]
- 1980 — Стојан Аралица, сликар. (рођ. 1883)[71]
- 1993 — Џозеф Лео Менкиевич, амерички режисер, сценариста и продуцент. (рођ. 1909)[72]
- 1997 — Олга Скригин, филмски монтажер. (рођ. 1927)[73]
- 1999 — Невил Бонер, први Абориџин посланик у аустралијском парламенту. (рођ. 1922)[74]
- 2000 — Клод Отан-Лара, француски филмски редитељ. (рођ. 1901)[75]
- 2008 — Махареши-Махеш Јоги, творац Трансцеденталне медитације. (рођ. 1918)[76]
- 2008 — Зоран Антонијевић - Жота, фудбалер "Црвене звезде", репрезентативац Југославије и спортски радник. (рођ. 1945)[77]
- 2015 — Вал Логсдон Фич, амерички физичар, добитник Нобелове награде за физику. (рођ. 1923)[78]
- 2020 — Кирк Даглас, амерички глумац и продуцент (рођ. 1916)[79]

## Празници и дани сећања
- Српска православна црква слави:
  - Свештеномученика Климента - епископа анкирског
  - Шести Васељенски Сабор
  - Светог Павлина Милостивог